# Zhonghualu
Zhonghualu (kinesiska: 中华路) är ett stadsdelsdistrikt i nordvästra Kina. Det ligger i stadsdistriktet Anding i staden Dingxi i provinsen Gansu, omkring 86 kilometer sydost om provinshuvudstaden Lanzhou. 